# Carpates occidentales roumaines
Les Carpates occidentales roumaines (Carpații Occidentali Românești en roumain, Nyugati-Kárpátok en hongrois) sont une chaîne de montagnes, partie des Carpates, située en Roumanie et composée de trois massifs :
- au nord du Mureș les monts Apucènes (en roumain : Munții Apuseni soit « monts du Couchant » ; en hongrois : Erdélyi-Szigethegység soit « massif isolé transylvain ») situées à l'ouest de la Transylvanie ;
- entre le Mureș et le Timiș les monts Poiana Ruscăi (« de la clairière de Rusca » en roumain) ;
- entre Timiș et le Danube les monts du Banat (Munții Bănățeni en roumain).

Le sommet le plus élevé est la Cucurbăta Mare (en hongrois : Nagy-Bihar, le « Grand Bihor ») culminant à 1 849 mètres d'altitude. Les Carpates occidentales roumaines sont délimitées au nord par la rivière Barcău, au sud par le Danube, à l'ouest par la plaine de la Tisza et à l'est par le plateau transylvain.

## Toponymie
L'appellation Carpates occidentales roumaines a été attribuée par les géographes français Albert Demangeon, Emmanuel de Martonne dans l'ouvrage Recherches sur l'évolution morphologique des Alpes de Transylvanie (Karpates méridionales) publié en 1906. Les Carpates occidentales roumaines ne doivent pas être confondues avec les Carpates occidentales dans le Nord de l'arc des Carpates sur les territoires de la Hongrie, de la Slovaquie et de la Pologne.

## Géographie

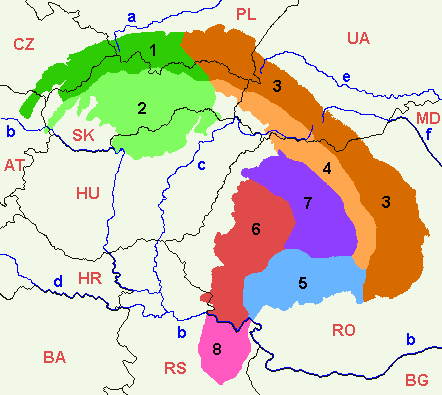
Diverses parties des Carpates
Grandes divisions du massif :
- 1, vert foncé : Carpates occidentales extérieures
- 2, vert clair : Carpates occidentales intérieures
- 3, orange foncé : Carpates orientales extérieures
- 4, orange clair : Carpates orientales intérieures
- 5, bleu clair : Carpates méridionales ou Alpes de Transylvanie
- 6, rouge : Carpates occidentales roumaines
- 7, violet : Plateau de Transylvanie
- 8, rose : Carpates serbes
Cours d'eau :
- a : Vistule
- b : Danube
- c : Tisza
- d : Save
- e : Dniestr
- f : Prout
Pays :
- CZ : République tchèque
- PL : Pologne
- UA : Ukraine
- AT : Autriche
- SK : Slovaquie
- HU : Hongrie
- RO : Roumanie
- HR : Croatie
- BA : Bosnie-Herzégovine
- RS : Serbie
- BG : Bulgarie

### Topographie

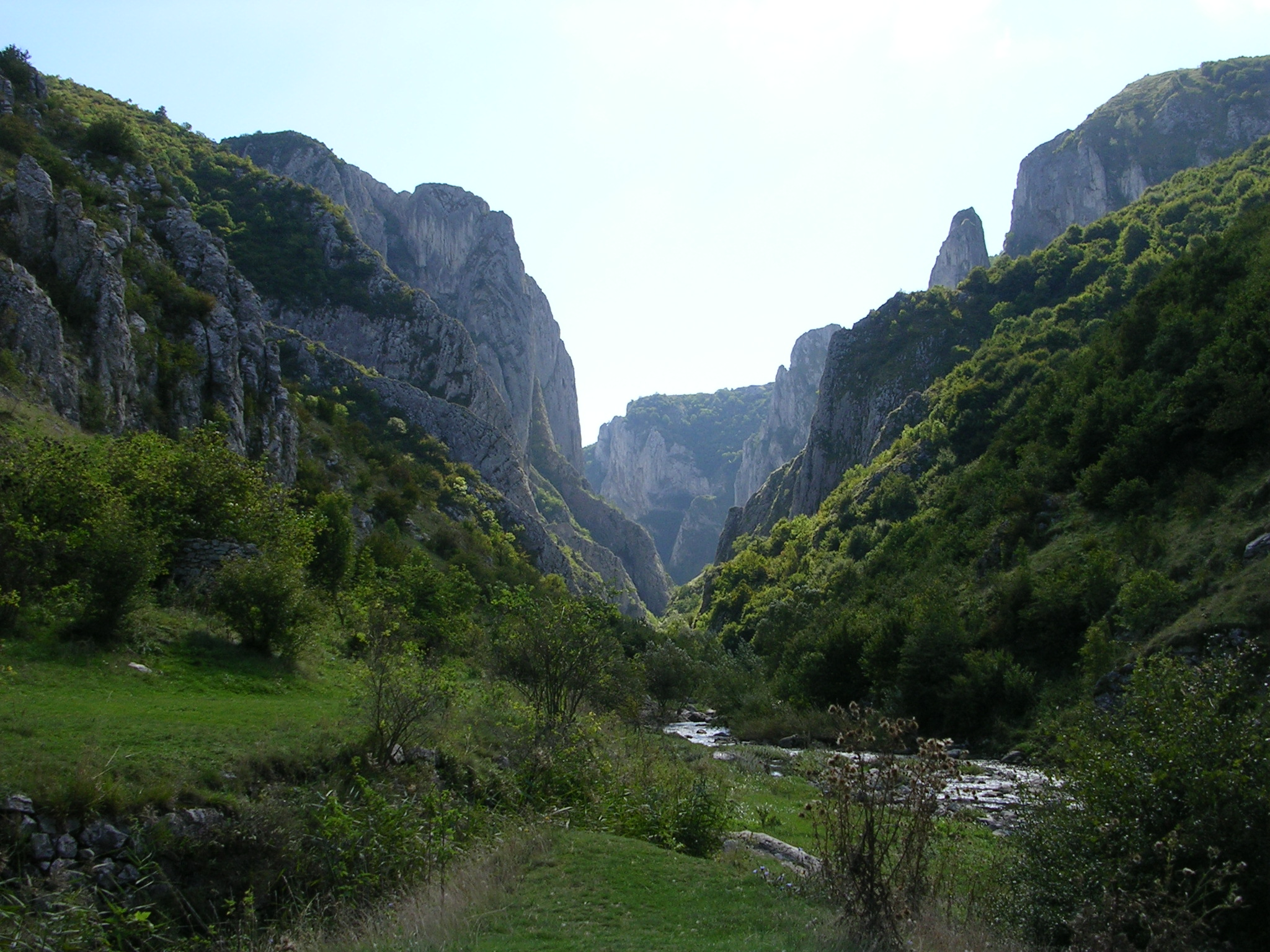
Gorges de Turda près de Cluj.

Le relief des Carpates occidentales roumaines est typiquement karstique, avec de nombreuses grottes, avens, canyons etc. Aucun sommet n'atteint les 2 000 mètres et l'altitude moyenne des Carpates occidentales roumaines tourne autour de 1 000 mètres. Les chaînes ont une disposition radiale, partant du centre vers la périphérie. Elles pénètrent la plaine de l'Ouest formant des grandes dépressions. Les principaux cols sont Vălișoara Vântului (la « petite vallée venteuse »), Vârtop et Vârfurile. Les localités s'étagent jusqu'à 1 600 mètres d'altitude.

### Subdivisions
- Monts Apucènes :
  - Monts de Criș (Munţii Crişului, plus haut sommet : pic Pleșu - 1 112 m)
  - Monts de Seș-Meseș (Munţii Seş-Meseşului, pic Măgura Priei - 997 m)
  - Massif du Bihor (Masivul Bihorului, Cucurbăta Mare connue aussi sous le nom de pic du Bihor - 1 849 m)
  - Monts du Mureș (Munţii Mureşului, Vârful Poienița - 1 435 m) :
- Monts Poiana Ruscăi :
  - Collines du Făget (Dealurile Făgetului ou « collines de la hêtraie ») sur la rive sud du Mureș
  - Monts Rusca (Munții Ruscăi montane ; plus haut sommet : pic Padeș - 1 378 m)
- Monts du Banat (Munții Bănățeni) :
  - Collines de Silagiu-Sacoș sur la rive sud du Timiș (sommet : mont Poiana - 434 m)
  - Monts Areniș (sommet : pic Arenișu - 553 m)
  - Monts Dognecea (sommet : pic Dognecea - 615 m)
  - Monts Anina (plus haut sommet : pic Leordișu - 1 160 m)
  - Monts Semenic (plus haut sommet : pic Piatra Goznei - 1 445 m)
  - Monts Locva sur la rive nord du Danube (plus haut sommet : pic Tâlva Cornului - 794 m)
  - Monts de l'Almaș au nord des « Portes de Fer » (plus haut sommet : Svinecea mare - 1 226 m).

### Géologie
Géologiquement jeunes, les Carpates occidentales roumaines se sont formées au cours de l'orogenèse alpine, leur surrection ayant commencé au début du Cénozoïque lorsque la tectonique des plaques a rapproché les plaques africaine et eurasienne, fermant progressivement l'océan Téthysien qui les séparait auparavant. Dans ce contexte, les microplaques pannonique (sous le bassin du moyen-Danube), moesique (sous le bassin du bas-Danube) et sarmatique (au nord du bassin pontique) ont été compressées les unes contre les autres, faisant s'élever entre elles les sédiments marins.
Lors des phases glaciaires et inter-glaciaires qui se sont succédé durant les deux derniers millions d'années, de grandes masses d'eau de fonte ont rempli le bassin Pannonique (actuelle Hongrie orientale) et Pontique (actuelle mer Noire), puis les eaux du premier sont passées dans le second à travers le défilé des Portes de Fer et, à la fin de la dernière phase glaciaire, les eaux de la Méditerranée ont envahi à travers le Bosphore le bassin Pontique, transformant le lac en mer saumâtre (la mer Noire). Le travail de l'érosion a alors donné aux Carpates occidentales leur géomorphologie actuelle et creusé la plupart des gorges aujourd'hui encore existantes.
Ils sont composés de roches très hétérogènes avec un revêtement épais de conglomérats, grès, schistes argileux, flyschs, de roches volcaniques et des couches massives de calcaires, dolomies et quartzites. Généralement, les calcaires prédominent, ce qui explique les nombreux karsts, lacs, grottes, avens et canyons. Les minerais des monts Dognecea et à Poiana Ruscă sont constitués de magnétite, de fer, de thorium et de plomb qui ont été exploités. Les monts Apucènes (en particulier les monts Bihor et monts Métallifères transylvains) recèlent des gisements d'or et d'argent dans les roches volcaniques qui ont fait l'objet d'une exploitation intensive depuis l'Antiquité.

### Hydrographie

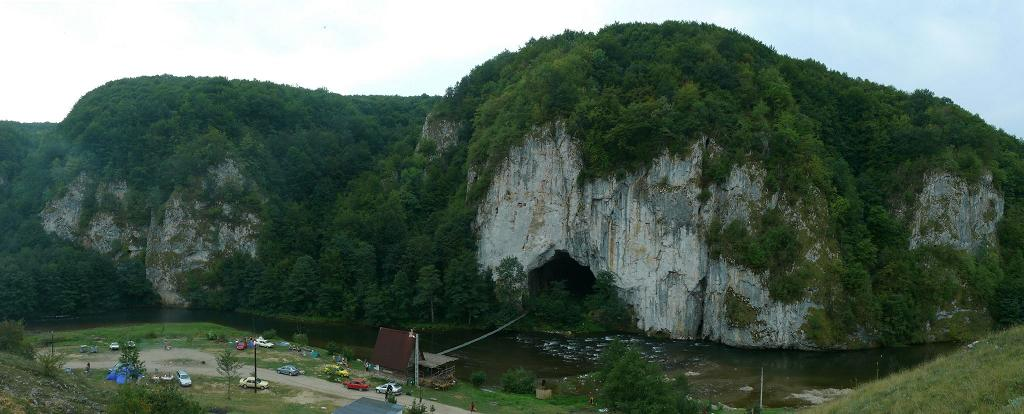
La rivière Crișul Repede à Șuncuiuș.

Les Carpates occidentales roumaines sont traversées par plusieurs rivières : celles situées au nord du Mureș, ainsi que celui-ci, font partie du bassin de la Tisza, affluent du Danube ; celle situées au sud du Mureș vont directement au Danube. Ce sont :
- Someșul Mic ;
- Crișul Repede, Crișul Alb et Crișul Negru ;
- Barcău ;
- Arieș ;
- Ampoi ;
- Mureș ;
- Bega ;
- Bistra ;
- Timiș ;
- Pogăniș ;
- Bârzava ;
- Caraș ;
- Nera.

Les Carpates occidentales roumaines contiennent plusieurs lacs karstiques (dont le lac Vărășoaia) ainsi que deux grands lacs de barrage (lac Fântânele et lac Tarnița).

### Climat

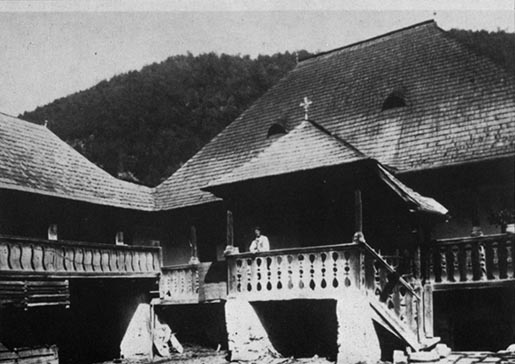
Maison traditionnelle à Bucium.

Le climat est tempéré continental de transition, avec quelques influences océaniques. La température annuelle moyenne est de 6 à 10 °C, alors que les précipitations atteignent 700 à 1 000 mm/an.

### Faune et flore
La végétation consiste notamment en des forêts tempérées décidues et, aux altitudes supérieures à 1 300 mètres, des forêts de conifères. La faune est riche et diversifiée (renard, loup, martre des pins, cervidés, ours, etc.)
Les Carpates roumaines sont soumises à une déforestation massive depuis le début des années 1990, menaçant les forêts primaires du pays.

### Population

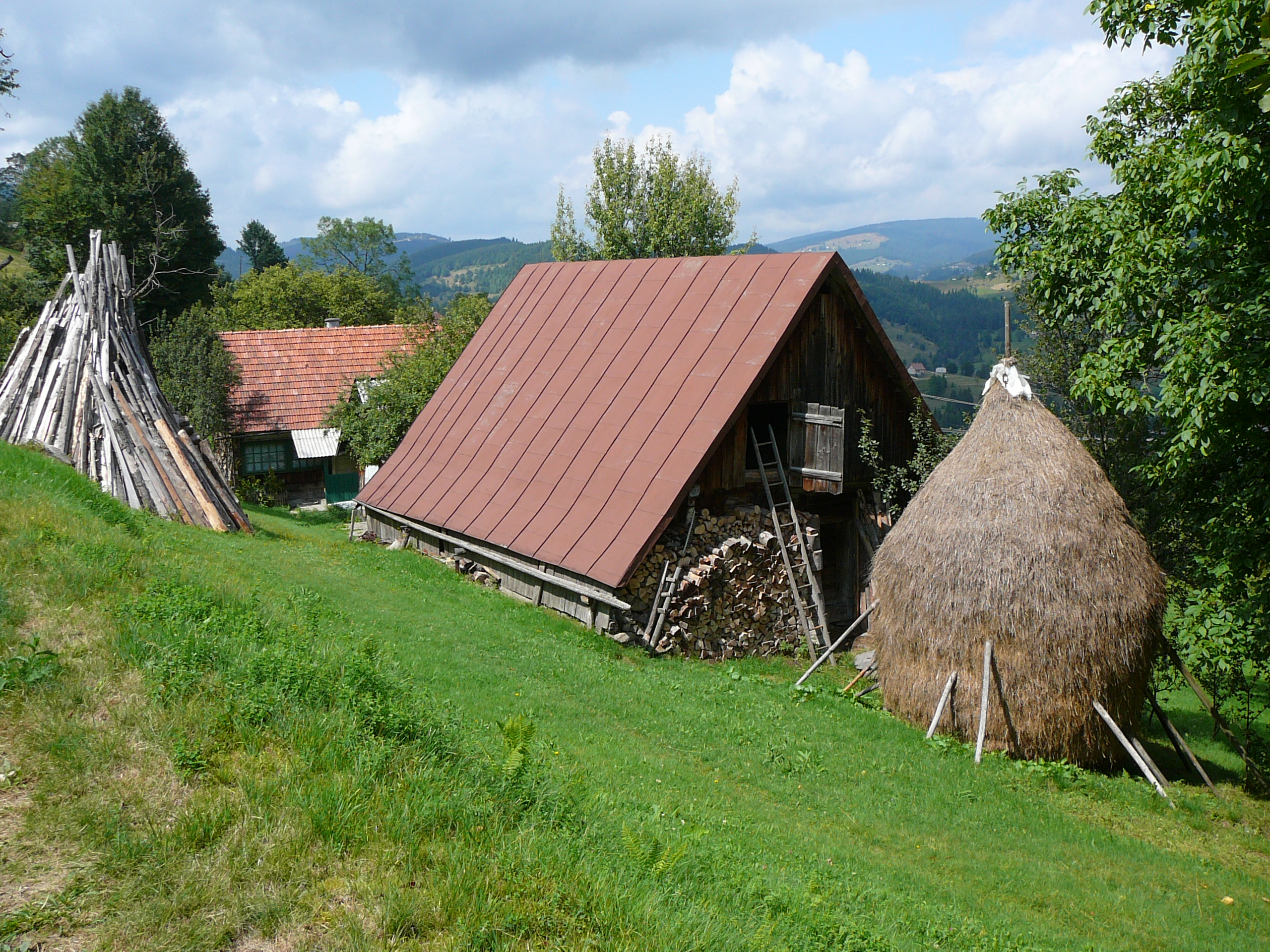
Une ferme à Arieșeni, près du Cucurbăta Mare

La densité de la population est très faible dans les Carpates occidentales transylvaines. Les localités, en habitat dispersé, occupent de très grandes surfaces du fait de la faible densité des unités d'habitation (entre deux maisons « voisines » peuvent s'étendre plusieurs kilomètres). Dans les Monts Poiana Ruscăi et du Banat, elle est plus élevée, avec des villages-rues et des villes minières (Caransebeș, Reșița, Oravița, Anina).

## Activités

### Protection environnementale
Les forêts d'altitude des Carpates forment une écorégion terrestre définie par le Fonds mondial pour la nature (WWF), qui appartient au biome des forêts de conifères tempérées de l'écozone paléarctique. Elle recouvre la chaîne des Carpates qui s'étend de la frontière orientale tchèque jusqu'aux Portes de Fer du Danube en Roumanie, à travers la Slovaquie, la Pologne et l'Ukraine. Ces forêts abritent la plus grande population d'ours bruns, de loups et de lynx de toute l'Europe, ainsi qu'un tiers des espèces végétales du continent.
Au sud des Carpates occidentales roumaines et à proximité du Danube, deux parcs nationaux sont destinés à protéger la faune et la flore endémique :
- parc national Semenic-gorges du Caraș ;
- parc national des gorges de la Nera-Beușnița.

### Tourisme
La région des Carpates occidentales roumaines s'est spécialisée dans le tourisme de niche : tourisme rural, écotourisme, tourisme naturaliste et spéléologique, tourisme sportif de montagne (stations de sports d'hiver comme Arieșeni ou Băișoara...), tourisme de patrimoine (mines et chemins de fer anciens) et thermalisme (Băile Herculane).